# Radeberger

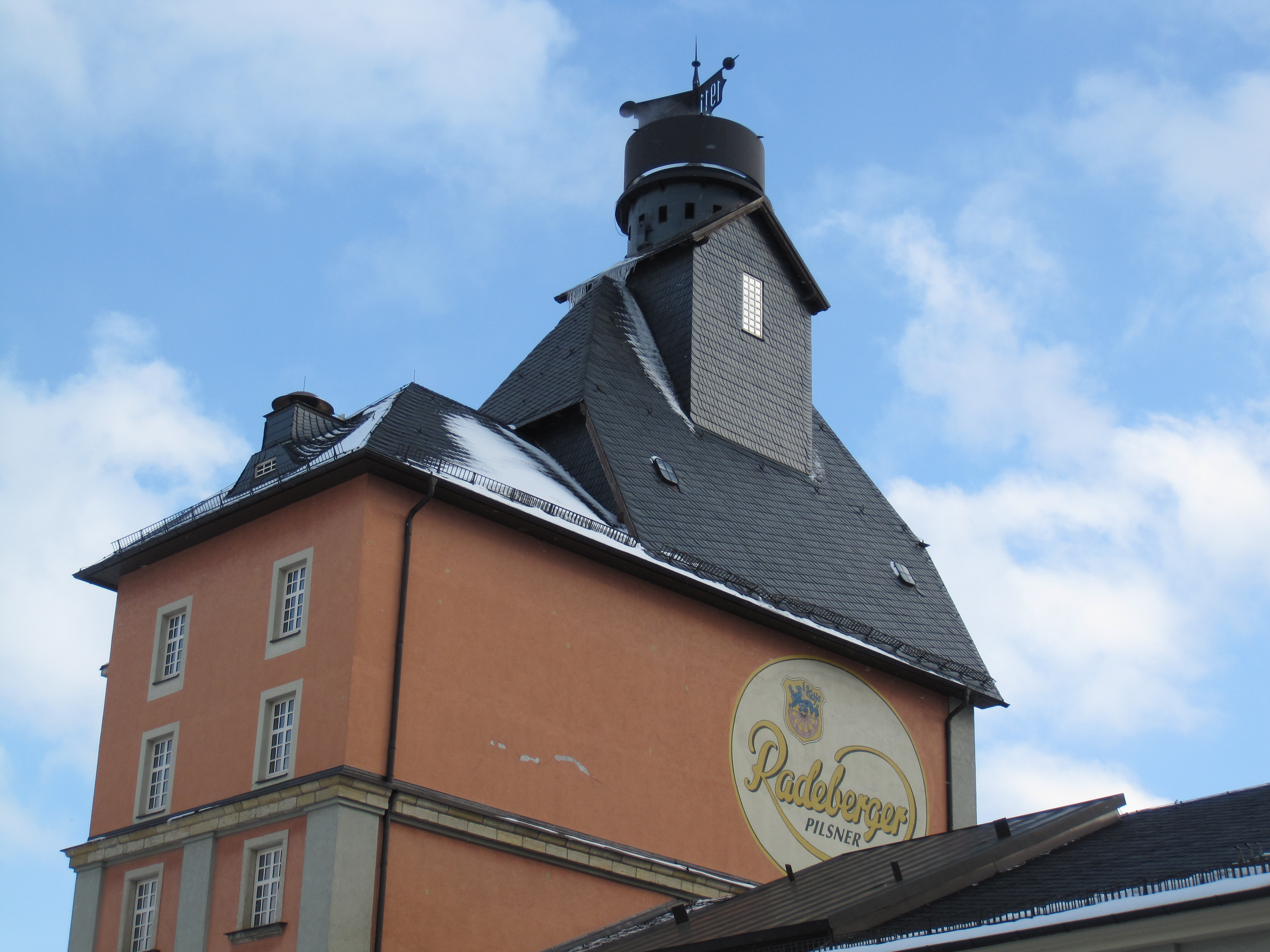
Stabilimento di produzione ora dismesso

Radeberger è un birrificio della Sassonia, fondata nel 1872, il cui stabilimento si trova a Radeberg nei pressi di Dresda.
In passato è stata anche birra ufficiale della corte di Sassonia.